# Dubai Tennis Championships 1998 - Qualificazioni singolare
Le qualificazioni del singolare  del Dubai Tennis Championships 1998 sono state un torneo di tennis preliminare per accedere alla fase finale della manifestazione. I vincitori dell'ultimo turno sono entrati di diritto nel tabellone principale. In caso di ritiro di uno o più giocatori aventi diritto a questi sono subentrati i lucky loser, ossia i giocatori che hanno perso nell'ultimo turno ma che avevano una classifica più alta rispetto agli altri partecipanti che avevano comunque perso nel turno finale.
Le qualificazioni del torneo Dubai Tennis Championships 1998 prevedevano 31 partecipanti di cui 4 sono entrati nel tabellone principale.

## Teste di serie
1. Oliver Gross (secondo turno)
2. Sandon Stolle (primo turno)
3. Álex Calatrava (secondo turno)
4. Oscar Burrieza-Lopez (Qualificato)

1. Jan Apell (primo turno)
2. Andrej Čerkasov (primo turno)
3. Frédéric Fontang (secondo turno)
4. Fernon Wibier (ultimo turno)

## Qualificati
1. David Nainkin
2. Aleksandar Kitinov

1. Piet Norval
2. Oscar Burrieza-Lopez

## Tabellone

### Legenda
| - Q = Qualificato - WC = Wild card - LL = Lucky loser | - ALT = Alternate - SE = Special Exempt - PR = Protected Ranking | - w/o = Walkover - r = Ritirato - d = Squalificato |

### Sezione 1
|  | Primo turno       | Primo turno       | Primo turno | Primo turno | Primo turno |  |  | Secondo turno | Secondo turno    | Secondo turno    | Secondo turno | Secondo turno |   |   | Ultimo turno  | Ultimo turno  | Ultimo turno | Ultimo turno | Ultimo turno |  |
|  |                   |                   |             |             |             |  |  |               |                  |                  |               |               |   |   |               |               |              |              |              |  |
|  |                   |                   |             |             |             |  |  |               |                  |                  |               |               |   |   |               |               |              |              |              |  |
|  |                   |                   |             |             |             |  |  | 1             | Oliver Gross     | 6                | 1             | 2             |   |   |               |               |              |              |              |  |
|  | David Nainkin     | David Nainkin     | 4           | 6           | 6           |  |  |               | David Nainkin    | 1                | 6             | 6             |   |   |               |               |              |              |              |  |
|  | Alexander Reichel | Alexander Reichel | 6           | 4           | 4           |  |  |               |                  |                  |               |               |   |   | David Nainkin | David Nainkin | 1            | 6            | 7            |  |
|  | Tom Vanhoudt      | Tom Vanhoudt      | 2           | 6           | 7           |  |  |               |                  | Tom Vanhoudt     | Tom Vanhoudt  | 6             | 1 | 5 |               |               |              |              |              |  |
|  | Joshua Eagle      | Joshua Eagle      | 6           | 2           | 6           |  |  |               | Tom Vanhoudt     | Tom Vanhoudt     | 6             | 6             |   |   |               |               |              |              |              |  |
|  | 7                 | Frédéric Fontang  | 0           | 6           | 6           |  |  | 7             | Frédéric Fontang | Frédéric Fontang | 0             | 3             |   |   |               |               |              |              |              |  |
|  |                   | Andrew Florent    | 6           | 2           | 3           |  |  |               |                  |                  |               |               |   |   |               |               |              |              |              |  |

### Sezione 2
|  | Primo turno       | Primo turno        | Primo turno        | Primo turno        | Primo turno |  |  | Secondo turno      | Secondo turno      | Secondo turno      | Secondo turno      | Secondo turno |   |   | Ultimo turno | Ultimo turno       | Ultimo turno       | Ultimo turno | Ultimo turno |  |
|  |                   |                    |                    |                    |             |  |  |                    |                    |                    |                    |               |   |   |              |                    |                    |              |              |  |
|  |                   | Aleksandar Kitinov | Aleksandar Kitinov | Aleksandar Kitinov | W-O         |  |  |                    |                    |                    |                    |               |   |   |              |                    |                    |              |              |  |
|  | 2                 | Sandon Stolle      | Sandon Stolle      | Sandon Stolle      |             |  |  | Aleksandar Kitinov | Aleksandar Kitinov | Aleksandar Kitinov | Aleksandar Kitinov | 5             |   |   |              |                    |                    |              |              |  |
|  | Patrick Galbraith | Patrick Galbraith  | Patrick Galbraith  | 6                  | 7           |  |  | Patrick Galbraith  | Patrick Galbraith  | Patrick Galbraith  | Patrick Galbraith  | 2r            |   |   |              |                    |                    |              |              |  |
|  | Carsten Arriens   | Carsten Arriens    | Carsten Arriens    | 1                  | 6           |  |  |                    |                    |                    |                    |               |   |   |              | Aleksandar Kitinov | Aleksandar Kitinov | 7            | 6            |  |
|  | Mahesh Bhupathi   | Mahesh Bhupathi    | Mahesh Bhupathi    | 6                  | 7           |  |  |                    |                    | 8                  | Fernon Wibier      | Fernon Wibier | 6 | 3 |              |                    |                    |              |              |  |
|  | Jim Grabb         | Jim Grabb          | Jim Grabb          | 2                  | 6           |  |  |                    | Mahesh Bhupathi    | 6                  | 4                  | 3             |   |   |              |                    |                    |              |              |  |
|  | 8                 | Fernon Wibier      | Fernon Wibier      | 6                  | 6           |  |  | 8                  | Fernon Wibier      | 3                  | 6                  | 6             |   |   |              |                    |                    |              |              |  |
|  |                   | Ouassel Hared      | Ouassel Hared      | 4                  | 1           |  |  |                    |                    |                    |                    |               |   |   |              |                    |                    |              |              |  |

### Sezione 3
|  | Primo turno     | Primo turno     | Primo turno     | Primo turno | Primo turno |  |  | Secondo turno  | Secondo turno  | Secondo turno  | Secondo turno | Secondo turno |   |   | Ultimo turno | Ultimo turno | Ultimo turno | Ultimo turno | Ultimo turno |  |
|  |                 |                 |                 |             |             |  |  |                |                |                |               |               |   |   |              |              |              |              |              |  |
|  | 3               | Álex Calatrava  | 6               | 5           | 6           |  |  |                |                |                |               |               |   |   |              |              |              |              |              |  |
|  |                 | Martin Hromec   | 2               | 7           | 3           |  |  | 3              | Álex Calatrava | 6              | 4             | 4             |   |   |              |              |              |              |              |  |
|  | Lars Jonsson    | Lars Jonsson    | Lars Jonsson    | 6           | 6           |  |  |                | Lars Jonsson   | 1              | 6             | 6             |   |   |              |              |              |              |              |  |
|  | Aleksej Kedrjuk | Aleksej Kedrjuk | Aleksej Kedrjuk | 3           | 2           |  |  |                |                |                |               |               |   |   | Lars Jonsson | Lars Jonsson | 6            | 7            | 6            |  |
|  | Neville Godwin  | Neville Godwin  | 6               | 6           | 6           |  |  |                |                | Piet Norval    | Piet Norval   | 7             | 5 | 7 |              |              |              |              |              |  |
|  | Peter Nyborg    | Peter Nyborg    | 7               | 3           | 4           |  |  | Neville Godwin | Neville Godwin | Neville Godwin | 3             | 4             |   |   |              |              |              |              |              |  |
|  |                 | Piet Norval     | 7               | 4           | 6           |  |  | Piet Norval    | Piet Norval    | Piet Norval    | 6             | 6             |   |   |              |              |              |              |              |  |
|  | 6               | Andrej Čerkasov | 6               | 6           | 3           |  |  |                |                |                |               |               |   |   |              |              |              |              |              |  |

### Sezione 4
|  | Primo turno     | Primo turno          | Primo turno  | Primo turno | Primo turno |  |  | Secondo turno | Secondo turno        | Secondo turno        | Secondo turno | Secondo turno |   |   | Ultimo turno | Ultimo turno         | Ultimo turno | Ultimo turno | Ultimo turno |  |
|  |                 |                      |              |             |             |  |  |               |                      |                      |               |               |   |   |              |                      |              |              |              |  |
|  | 4               | Oscar Burrieza-Lopez | 6            | 4           | 7           |  |  |               |                      |                      |               |               |   |   |              |                      |              |              |              |  |
|  |                 | Maks Mirny           | 3            | 6           | 6           |  |  | 4             | Oscar Burrieza-Lopez | Oscar Burrieza-Lopez | 6             | 6             |   |   |              |                      |              |              |              |  |
|  | Cyril Suk       | Cyril Suk            | 4            | 6           | 6           |  |  |               | Cyril Suk            | Cyril Suk            | 3             | 3             |   |   |              |                      |              |              |              |  |
|  | Björn Phau      | Björn Phau           | 6            | 3           | 1           |  |  |               |                      |                      |               |               |   |   | 4            | Oscar Burrieza-Lopez | 3            | 6            | 7            |  |
|  | Chris Haggard   | Chris Haggard        | 6            | 2           | 7           |  |  |               |                      |                      | Markus Hipfl  | 6             | 4 | 5 |              |                      |              |              |              |  |
|  | Zbynek Mlynarik | Zbynek Mlynarik      | 0            | 6           | 6           |  |  | Chris Haggard | Chris Haggard        | Chris Haggard        | 3             | 6             |   |   |              |                      |              |              |              |  |
|  |                 | Markus Hipfl         | Markus Hipfl | 6           | 6           |  |  | Markus Hipfl  | Markus Hipfl         | Markus Hipfl         | 6             | 7             |   |   |              |                      |              |              |              |  |
|  | 5               | Jan Apell            | Jan Apell    | 2           | 4           |  |  |               |                      |                      |               |               |   |   |              |                      |              |              |              |  |